# Sant Martí de Riutort
Sant Martí de Riutort és l'església, antigament parroquial, del poble de Riutort, del terme comunal de Puigbalador, a la comarca del Capcir, de la Catalunya del Nord.
Està situada a l'extrem nord del poble de Riutort, amb el cementiri al seu costat meridional i oriental. És entre el carrer de l'Església i la carretera D - 32g

## Història
El lloc de Riutort és esmentat per primer cop a l'acta de consagració de Santa Maria de Formiguera, de l'any 1019: el paborde Salomó hi demana a l'arquebisbe de Arquebisbat de Narbona que es desplaci a consagrar l'església de Sant Martí de Riutort, alçada per iniciativa seva. En el mateix document consta la donació a aquesta església per part del comte Guifré II de Cerdanya d'un camp annex perquè s'hi obri el cementiri.

## Descripció
És una petita església d'una sola nau coberta amb volta de canó, capçada a llevant -de fet, al sud-est- per un absis semicircular ornamentat amb lesenes i arcuacions llombardes. Interiorment, l'absis s'obre directament a la nau, sense arc presbiterial, i el fons de l'absis roman amagat rere un retaule barroc. Al costat septentrional hi ha una capella, tardana, i al meridional, una sagristia construïda el 1807. Damunt del frontis occidental es construí un campanar d'espadanya de forma piramidal, molt esvelt.

## Mobiliari
L'element mobiliari més destacat és el retaule barroc del segle xviii que tapa l'absis. D'altra banda, al bell mig del cementiri es conserva, capgirada, una pica baptismal.